# Stanley N’Soki
Stanley Pierre N’Soki (* 9. April 1999 in Poissy) ist ein französischer Fußballspieler, der bei der TSG 1899 Hoffenheim unter Vertrag steht und aktuell an den 1. FC Union Berlin ausgeliehen ist.

## Karriere

### Verein
N’Soki begann seine Karriere im Jahr 2014 beim US Roissy-en-Brie. 2014 wechselte er zu Paris Saint-Germain. Sein Debüt für die Profimannschaft gab er im Dezember 2017 gegen SM Caen. Sein Vertrag beim Paris Saint-Germain lief bis 2021.
Ende August 2019 wechselte N’Soki zum Ligakonkurrenten OGC Nizza. Ende Juli 2021 wechselte er zum belgischen Erstdivisionär FC Brügge und unterschrieb dort einen Vertrag mit einer Laufzeit bis Sommer 2025. In seiner ersten Saison bestritt er 31 von 40 möglichen Spielen für Brügge sowie drei Pokal- und sechs Champions-League-Spiele.
Im August 2022 wechselte N’Soki, nachdem er für Brügge die ersten beiden Ligaspiele in der neuen Saison 2022/23 bestritten hatte, nach Deutschland zur TSG 1899 Hoffenheim und unterschrieb dort einen Vertrag mit einer Laufzeit bis Sommer 2027. Sein Debüt für die TSG absolvierte er am 1. Spieltag der Bundesliga, als er beim Auswärtsspiel gegen Borussia Mönchengladbach in der 24. Spielminute für Diadié Samassékou eingewechselt wurde. Insgesamt kam N’Soki in seinem ersten Jahr in Deutschland, auch aufgrund von mehreren kleineren Verletzungen, nur unregelmäßig zum Einsatz. Er absolvierte in der ersten Saison bei der TSG insgesamt 21 Pflichtspiele und erzielte dabei im Februar 2023 bei der 1:3-Niederlage gegen Bayer 04 Leverkusen sein erstes Tor für Hoffenheim und damit auch sein erstes Tor als Profifußballer.
Für die Spielzeit 2025/26 wechselte N’Soki leihweise mit Kaufoption innerhalb der Bundesliga zum 1. FC Union Berlin.

### Nationalmannschaft
Von 2015 bis 2018 spielte N’Soki für diverse Jugendnationalmannschaften von Frankreich, zuletzt im Dezember 2018 für die U21-Auswahl.

## Erfolge
Paris Saint-Germain
- Französischer Meister: 2017/18, 2018/19
- Französischer Pokalsieger: 2017/18
- Französischer Ligapokal: 2017/18
- Französischer Supercup: 2018, 2019

FC Brügge
- Belgischer Meister: 2021/22
- Belgischer Supercup: 2022